# Friedrich Lüthi
Friedrich Lüthi (* 19. Dezember 1850; † 16. März 1913 in Genf) war ein Schweizer Sportschütze.

## Erfolge
Er nahm bei den Olympischen Sommerspielen 1900 in Paris mit der Armee-Mannschaft der Schweiz am Mannschaftswettbewerb mit dem Armeerevolver über 50 Meter teil und gewann mit dieser die Goldmedaille. Im selben Jahr gewann er mit der Mannschaft auch die Weltmeisterschaft mit der Sportpistole, nachdem er im Jahr zuvor bereits Mannschaftsweltmeister mit dem Gewehr geworden war.